# Guggenheim Fellowship
La Guggenheim Fellowship è un premio concesso ogni anno dal 1925 dalla statunitense John Simon Guggenheim Memorial Foundation a chi "ha dimostrato capacità eccezionali nella produzione culturale o eccezionali capacità creative nelle arti".
Ogni anno la Fondazione assegna diversi premi in due concorsi distinti:
- uno aperto ai cittadini e residenti in Canada o Stati Uniti;
- l'altro aperto ai cittadini e residenti in America Latina o nei Caraibi.

I premiati possono usare il finanziamento come meglio credono, in quanto lo scopo è quello di dare loro "periodi di tempo nel quale possano lavorare con la massima libertà creativa possibile" ed essere "sostanzialmente liberi dagli impegni abituali".
Sono escluse le esecuzioni artistiche, mentre sono ammessi compositori, registi e coreografi.

I riconoscimenti non sono aperti a studenti ma solo a "professionisti già in carriera", autori consolidati con alle spalle una significativa quantità di opere pubblicate.
I candidati sono tenuti specificare in dettaglio quale ricerca o progetto intendono realizzare, oltre a presentare referenze, curriculum vitae e portfolio.

A differenza che nel passato, attualmente la fellowship può essere concessa a una persona una sola volta.

## Storia
La Guggenheim Fellowship è erogata dalla John Simon Guggenheim Memorial Foundation creata da Simon Guggenheim, ex-senatore degli Stati Uniti, e dalla moglie Olga Hirsch in memoria di John Simon, il primogenito dei loro due figli, morto diciassettenne nel 1922 per una grave mastoidite.

Scopo della Fondazione è di "accrescere le disponibilità di questo Paese nel settore educativo, letterario, artistico e scientifico, e contribuire alla causa di una migliore comprensione internazionale" (First Letter of Gift, 26 marzo, 1925).

Dall'anno di fondazione il premio, che si chiamava "John Simon Guggenheim Memorial Foundation Fellowships for Advanced Study Abroad" (abroad, all'estero"), era inteso come sostegno economico per partecipanti che volevano recarsi all'estero. Tale limitazione venne abbandonata nel 1941.

Dal 1940 vennero accettate candidature anche canadesi e cambiò il nome in United States and Canada Program.

I residenti nelle Filippine furono ammessi al premio, in quanto erano possedimento statunitense, fino al 1988.

Fin dal 1930 il premio aveva diversi Committees of Selection in varie nazioni dell'America Latina (Messico, Argentina, Cile, Porto Rico), i cui cittadini potevano così candidarsi. Dal 1951 tutta l'America latina poteva partecipare al premio (dal 1988 questa sezione ha il nome: Latin America and the Caribbean Program).

## Dati riassuntivi sul premio
Ogni anno la Fondazione riceve tra le 3.500 e le 4.000 domande, mentre le fellowships concesse sono circa 220. Le somme di denaro erogate variano e vengono adeguate alle esigenze degli assegnatari, tenendo conto delle loro risorse economiche e dello scopo e portata dei loro progetti. L'importo medio dei premi nel 2008 per il concorso dedicato a Stati Uniti e Canada è stato di circa 43.200 dollari.

Complessivamente, tra il 1925 e il 2010, hanno potuto usufruire della fellowship oltre 16.000 persone. (1.800 per la sezione America latina e Caraibi).

Più di cento vincitori della Guggenheim Fellowship hanno ricevuto anche il Premio Nobel.